# Jonathan Bönhoff
Jonathan Gustav Hugo Rudolph Bönhoff (Oosterbeek, 11 september 1857 - Tiel, 7 oktober 1932) was een Nederlands burgemeester.

## Leven en werk
Bönhoff was een zoon de uit Duitsland afkomstige wijnkoper Jonathan Bönhoff en Alida Maria van der Straaten. Hij trouwde met Wilhelmina Christina Calkoen (1853-1933). Bönhoff werd volontair bij de gemeentesecretarie van Veenendaal en was gemeentesecretaris van Putten (1881-1891).
In 1891 werd Bönhoff benoemd tot burgemeester van Dinxperlo en aansluitend in 1897 van Tiel. Hij ging in 1924 met pensioen. Hij werd benoemd tot Officier in de Orde van Oranje-Nassau.